# World Forum Energy Summit
Il Vertice mondiale delle energie del futuro (World Future Energy Summit) (WFES) è l'evento annuale più importante al mondo dedicato allo sviluppo futuro dell'energia, all'efficienza energetica ed alle tecnologie pulite.

## Introduzione
Il Vertice mondiale delle energie del futuro è un insieme di incontri, presentazioni e discussioni tra diversi Paesi, aziende, organizzazioni governative, ONG, ed esperti scientifici su questioni connesse alle nuove fonti energetiche, il loro sviluppo ed i progressi compiuti in questo campo.
Il WFES si svolge sotto il patronato di Sua Altezza lo Sceicco Mohammed Bin Zayed Al Nahyan, principe ereditario di Abu Dhabi e Vice Comandante Supremo delle Forze Armate degli Emirati Arabi Uniti.
Il WFES include un vertice di livello mondiale, una mostra internazionale, il Village Project, discussioni e tavole rotonde, il programma Young Energy Future Leaders, riunioni aziendali ed eventi sociali
Il vertice si tiene ogni anno dal 2008 nel mese di gennaio ad Abu Dhabi, la capitale degli Emirati Arabi Uniti presso l'Abu Dhabi International Exhibition Centre; l'edizione del 2012 è stata ospitata dagli autori nella costruzione della Città ecologica di Masdar, nell'ottica del Meccanismo di Sviluppo Pulito promosso dalle Nazioni unite.
Il vertice attira leader mondiali, politici internazionali, leader del settore, investitori, esperti accademici, intellettuali e giornalisti per discutere soluzioni concrete e sostenibili per l'energia futura.
Il vertice, ospitato da Masdar, poliedrica società di energia rinnovabile nei pressi di Abu Dhabi si è tenuto sino al 2012 presso l'Abu Dhabi National Exhibition Centre, rappresentando anche una possibile occasione di affari che riunisce gli ideatori di progetti ed i fornitori di soluzioni con gli investitori e gli acquirenti sia del settore pubblico sia del settore privato. Il vertice è anche un'opportunità per tutti coloro che hanno interesse per affrontare il cambiamento climatico e di incontrarsi per condividere le soluzioni, raggiungere accordi e continuare a progredire.

## Edizione del 2011
L'edizione del 2011 ha riunito più di 35 delegazioni ufficiali, oltre 26 000 partecipanti, 600 espositori, 200 eminenti relatori e 3 150 delegati di alto livello provenienti da 112 Stati.

In particolare al Vertice del 2011 hanno partecipato il Segretario Generale delle Nazioni Unite Ban Ki-moon, Ólafur Ragnar Grímsson, Presidente d'Islanda, Asif Ali Zardari, il presidente del Pakistan, José Sócrates Carvalho Pinto de Sousa, primo ministro del Portogallo, Sheikh Hasina, primo ministro del Bangladesh, Nikoloz Gilauri, primo ministro della Georgia, Sua Altezza Reale la Principessa Vittoria, principessa ereditaria di Svezia, Sua Altezza Reale il Principe Guglielmo, principe ereditario di Lussemburgo.
Diversi forum hanno dunque riunito Capi di Stato, Ministri dell'Energia, industriali ed esperti provenienti da Paesi sviluppati ed in via di sviluppo su temi quali i fattori e le barriere alla crescita del settore delle energie rinnovabili, i progressi tecnologici nel campo od il finanziamento di progetti sull' energia solare, l'energia eolica, i biocarburanti, Città Verdi, lo stoccaggio e la distribuzione od ancora le politiche e le strategie future relative all' energia l'énergie
Il vertice ha raggiunto una rilevanza internazionale sull'energia pulita e rinnovabile, a dimostrazione del crescente interesse degli Emirati Arabi Uniti per queste energie e l'interesse di industrie ecologiche, degli Stati e delle grandi imprese..

## Ripercussioni internazionali
Il vertice riunisce non soltanto gli esperti provenienti da diversi settori (ingegneri, ricercatori, scienziati, aziende specializzate, aziende multinazionali, agenzie governative, rappresentanti della ricerca.) ma anche industriali e rappresentanze politiche ed istituzionali; tutto ciò lo rende un vertice di natura sia ambientale sia commerciale.
Alcuni fra gli Stati sviluppati ed altri comunque interessati a preservare il loro ambiente cercano in effetti di raggiungere gli obiettivi del Protocollo di Kyoto e della Conferenza di Copenaghen 2009 entro la Convenzione quadro delle Nazioni Unite sui cambiamenti climatici; di qui il lavoro sulle possibili soluzioni per ridurre il proprio impatto ambientale, in particolare attraverso l'energia pulita, rinnovabile e che non emetta biossido di carbonio (energia nucleare).
Le aziende inoltre presentano i loro prodotti, le tecnologie e le possibili soluzioni per il futuro energetico globale di soluzioni ecocompatibili.
Il vertice è oggetto di un importante monitoraggio mediatico e molti giornalisti internazionali sono invitati e riportano i contratti firmati, e dei progressi compiuti. 
Le aziende di tutto il mondo offrono concretamente il loro know-how; questo è il caso di Total, di Schneider Electric, di Mitsubishi Heavy Industries od anche di BASF, che investono e sviluppano accordi di collaborazione in tutto il progetto di eco-città di Masdar.

## Iniziative
Young Future Energy Leaders
I Giovani leader dell'Energia futura (Young Future Energy Leaders - YFEL) è un elemento chiave del programma annuale del World Future Energy Summit (WFES). Essendo un programma del Masdar Institute, si tratta di un impegno volto a sensibilizzare ed a coinvolgere studenti e giovani professionisti nel campo delle energie rinnovabili e della sostenibilità ambientale.
Zayed Future Energy Prize
Il Premio Zayed per l'energia futura (Zayed Future Energy Prize) è un premio di energia di una gara che venne stabilito da Sua Eccellenza lo Sceicco Mohammed bin Zayed Al Nahyan al Summit World Future Energy 2008. I due settori sui quali si è articolata la competizione del 2012 sono stati l'efficienza energetica e la riduzione delle emissioni di CO2. Il premio dell'edizione 2012 mette inoltre in evidenza tre nuove fondamentali categorie volte a risolvere le future sfide energetiche, ossia le piccole e medie imprese (PMI) e le organizzazioni non governative (ONG); i singoli individui; le grandi aziende. I vincitori della gara hanno ricevuto un premio di 4000 Dollari..